# Joseph Beecham
Joseph Beecham, I baronetto (Wigan, 8 giugno 1848 – Londra, 23 ottobre 1916), è stato un dirigente d'azienda, imprenditore e politico britannico.

## Biografia
Figlio primogenito del farmacista Thomas e della di lui moglie Jane Evans (1812-1872), nacque a Wigan l'8 giugno 1848. Dopo essersi formato alla Moorflat Church of England di St Helens, nel 1863 entrò nell'azienda farmaceutica che il padre aveva fondato nel 1859, la Beecham's Pills, che produceva pillole digestive e per la tosse.
Nel 1873, Beecham sposò Josephine Burnett Dickins (1850-1934), figlia di Martha Dickins, di Everton. Dei loro dieci figli, due figli e sei figlie sopravvissero all'infanzia, tra cui Thomas, che diverrà un affermato musicista.  Nel 1899 farà rinchiudere segretamente la moglie Josephine in un manicomio a Northampton. Scoperto il fatto da due dei loro figli e rilasciata, ottenne una separazione giudiziaria e un'indennità. Il figlio maggiore Thomas, per questo atto a interromperà le relazioni con il padre (poi riconciliatosi nel 1909). Dal 1882, Beecham aveva una relazione extraconiugale con la scozzese Helen McKey Taylor (1864-1920), cresciuta a New York. Nel 1889, le trovò casa in un sobborgo di Londra, e la loro relazione durò fino alla sua morte e, sebbene senza figli, fornì il sostegno emotivo e domestico che cercava mentre svolgeva le sue attività imprenditoriali. 
Nel 1890, fondò uno stabilimento produttivo a New York, ed insediatosi alla guida dell'azienda paterna assieme al fratello minore William nel 1895, la Beecham's, grazie agli investimenti in pubblicità che generò molte vendite, divenne il primo produttore nazionale di pillole. Alla sua attività nell'azienda di famiglia, si affiancò anche quella politica: membro del Partito Conservatore, Beecham ricoprì per due volte la carica di sindaco di St. Helens, nel 1889 e nel 1910-11, e fu creato baronetto con lettere patenti date dalla Corona britannica il 14 luglio 1914.
Beecham morì per un disturbo cardiaco non diagnosticato: fu trovato morto nel suo letto nella sua casa londinese di Hampstead, il 23 ottobre 1916. Fu sepolto al cimitero di Denton Green, Saint Helens.